# Jessica Landseer
Jessica Landseer (* 1810 in London; † 29. August 1880 in Folkestone) war eine britische Landschafts- und Miniaturmalerin und Radiererin.

## Leben und Wirken

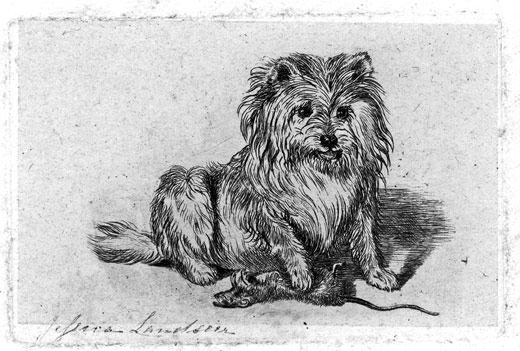
Jessica Landseer: Vixen. Radierung nach Edwin Landseer, o. J.

Jessica Landseer entstammte einer Künstlerfamilie. Ihr Vater war der Kupferstecher und Gelehrte der Altertümer John Landseer (1769–1852). Ihre Geschwister Thomas (1793–1880), Charles (1799–1879), Edwin (1802–1873) und Emma (1809–1895) waren ebenfalls als Maler und Kupferstecher tätig. Jessica Landseer blieb unverheiratet. Zusammen mit ihrer Schwester Emma versorgte sie den alleinstehenden Bruder Edwin bis an dessen Lebensende.
Zwischen 1816 und 1866 stellte Jessica Landseer wiederholt ihre Landschaften und Porträts in der Royal Academy und der British Institution aus. Nach den Gemälden ihres Bruders Edwin Landseer fertigte sie Radierungen an.